# トワイライト (小説)
『トワイライト』（Twilight）は、ステファニー・メイヤー著のティーン向け小説シリーズ。小原亜美訳、ゴツボ×リュウジ絵。原書は全4巻だが翻訳版は全10巻（原書の1冊を数冊に分けて刊行）で、ヴィレッジブックスより刊行されている。
雨と霧の町、アメリカワシントン州フォークスへ引っ越してきた少女ベラと、そこで彼女が出会った完璧な容姿を持つヴァンパイア・エドワードとの許されない恋を描く。本国アメリカではハリー・ポッターシリーズに次ぐ大ベストセラーで、10代の少女を中心に絶大な人気を誇る。

## あらすじ
17歳のベラは、雨と霧の町フォークスにやってきた。フェニックスで一緒に暮らしていた母親が再婚することになり、離れて暮らしていた父のもとで新しい生活を始めることにしたのだ。人付き合いが苦手なベラは転校のことを考え憂鬱になっていたが、意外なことに転校先の男の子たちはベラの気を引こうとしてくる。そんな中ベラは、一際特別な雰囲気を放つ美青年エドワードに出会う。だが彼はなぜかあからさまにベラを避け、敵意の視線を向けるのだった。初対面の自分になぜそのような敵意を向けるのか理解できないベラだったが、あるときエドワードに命を助けられる。そこでベラは、エドワードの人間離れした力を目撃し、彼の正体を探り始める。

## シリーズ
全13巻。なお、単行本のタイトルは日本語版のもの。

### 第1期 Twilight

#### 単行本
- 1 愛した人はヴァンパイア
- 2 血は哀しみの味
- 3 闇の吸血鬼一族

#### 文庫
- トワイライト 上巻
- トワイライト 下巻

### 第2期 New moon

#### 単行本
- 4 牙は甘くささやく
- 5 狼の月
- 6 嘆きの堕天使

#### 文庫
- トワイライトII 上巻
- トワイライトII 下巻

### 第3期 Eclipse

#### 単行本
- 7 赤い刻印
- 8 冷たいキスをあたしに
- 9 黄昏は魔物の時間

#### 文庫
- トワイライトIII 上巻
- トワイライトIII 下巻

### 第4期 Breaking dawn

#### 単行本
- 10 ヴァンパイアの花嫁
- 11 夜明けの守護神
- 12 不滅の子
- 13 永遠に抱かれて

#### 文庫
- トワイライトIV 上巻
- トワイライトIV 下巻
- トワイライトIV 最終章

### 外伝
- ミッドナイトサン エドワードの物語
  - 原文の第一章は原作者ステファニー・メイヤーのホームページ上に公開されている。それに伴い、日本語訳をヴィレッジブックスのホームページに2007年11月20日から2008年3月30日まで期間限定で公開された。本編のトワイライトが主にベラの視点で描かれているのに対し、ミッドナイトサンではエドワードの視点でベラとの出会いが描かれた。

## 登場人物

### 主要人物
ベラ・スワン Isabella Swan
本作の主人公。本名はイザベラで、ベラは愛称。9月13日生まれ。17歳（2巻で18歳になる）。容姿はダークブラウンの髪にブラウンの瞳で、本人が「血色が悪くて不健康そう」と気にするほど真っ白な肌をしている。身長は160cm、体重は45kg。人付き合いが苦手で友達には入れ込もうとせず、家族とも少し距離を置いている。恋愛には奥手で、エドワードと出会うまではろくにデートもしたことがなかった。成績優秀の文学少女だが運動神経は非常に悪い。愛車は父チャーリーからプレゼントされた中古の赤いピックアップ。エドワードの心を読む能力や、幻の苦痛を味わわせる能力などの吸血鬼達の固有の才能が、人間の時から効かない。脳への侵入（ただひとつの例外を除いて）をシールドする能力を持つ。とても美味しそうな香りを放ち、とりわけエドワードの好みにぴったりの香りをしている。
のちに転生しベラ・カレンとなる。
映画では、クリステン・スチュアートが演じている。
エドワード・カレン Edward Cullen
もう一人の主人公。
赤銅色の髪とゴールド（トパーズ、はちみつ、バタースコッチなどの表現もある）の瞳（喉が渇いているときは黒曜石のようにまっ黒）をした、完璧な容姿を持つ少年。ベルベットのように甘美な声を持ち、肌は大理石のように白くて冷たい。その正体はヴァンパイアで、高校生の見た目とは裏腹に100年以上生きている。1901年6月20日生まれ。17歳のときスペイン風邪にかかり、親もスペイン風邪で亡くなり、回復する見込みもなく死にかけていたところでカーライルに救われ、吸血鬼になる。人間の頃の瞳は綺麗なグリーン。転生時の肉体年齢では一番年下のため、カレン家の末っ子ということになっている。人の考えていることが読める能力を持っているが、ベラにだけはその能力が効かないことを知り彼女に興味を持つ。身のこなしがとても素早く優雅で、カレン家では一番の俊足（しかし、彼は速いが強くはない）。音楽の才能があり、ベラの誕生日にはピアノで作曲した子守唄をプレゼントした。愛車はシルバーのボルボ。
人間の血を吸わず、動物の血で生きている草食ヴァンパイア。好物はクーガー（ピューマ）。
転生してから10年後、カーライルの生き方である草食ヴァンパイアの道に反発し家出。数年間、そのマインドリーダーとしての能力を活かし、悪人の血のみをターゲットとして暮らす。しかし自分の瞳に化け物の姿がちらついたことで考えを改め、カーライルの元に戻った。
いわくありげな笑顔で（本人は自覚していないが）ベラを含む女性をくらくらさせ、たびたびベラに注意を受ける。
映画では、ロバート・パティンソンが演じている。
ジェイコブ・ブラック Jacob Black
ラプッシュ居留地に暮らすキラユーテ族という先住民族の少年。なめらかな赤褐色の肌をしており、瞳と髪の色は黒。実は人狼だということが5巻で明かされる。ベラより2歳年下だが容姿はとても大人びており背が高く、ハスキーな声をしている。ベラは年下で少年らしさの残る彼を弟のように思っていたが、ある日のベラの態度にジェイコブは舞い上がり、好意を持つようになった。車など、機械類の修理が得意で、愛車は自分で直したゴルフ。

#### カレン家
カーライル・カレン Carlisle Cullen
エドワードの義父。優秀な外科医で、厳しい訓練を積んだため血を見ても欲望に囚われることはない。これまで一度も人間の血を飲んだことはないという。髪の色はブロンドで、ベラによると「映画スターのだれよりハンサム」「金髪の天使」。見た目は20代後半～30代くらいだが、本当の年齢は362歳。元は1640年代に英国国教会の司祭のひとり息子として生まれ、23歳のとき本物の吸血鬼を追い詰めた時に傷を負い、自分の正体を知られると教会の者たちに殺されると直感し、とある地下室の腐ったジャガイモの中に身を潜め、吸血鬼へと変身した。「バケモノになりたくない」という気持ちから獣の血のみを吸って生きることを決めたが、そのことが他の仲間には理解されず、戸惑いながらも孤独の寂しさから孤児になった瀕死のエドワードを彼の母の遺言に従い救い、吸血鬼にした。愛車はメルセデス・ベンツ。
アリス・カレン Alice Cullen
エドワードの義姉。真っ黒なツンツンのベリーショートで、妖精のように華奢で小柄。ベラによると「全ての動作が踊るように軽やか」。予知能力を使い人の未来を見ることができるが、状況に左右されやすく、またジェイコブなど変幻者（染色体が24本の者）の未来は予知できない。1901年生まれ。人間だった頃から未来を予知することができ、ゆえに精神病院に閉じ込められていた。だがジェームズの標的となり命を狙われ、以前からアリスのことを気に入っていた老吸血鬼によって19歳で吸血鬼に変身させられた。そのために命は助かったが、ジェームズの恨みを買った老吸血鬼は殺されてしまった。長いこと精神病院の真っ暗な独房に閉じ込められていたため変身したことに気付かず、それ以前の記憶がない。ジャスパーとはパートナー。エドワードが普通の人間であるベラと付き合うことになった際、ほかの家族に比べ当初から協力的だった。愛車は2巻で盗んで気に入ってしまったのと同型の黄色いポルシェ。彼女の予知能力を生かしての株式投資でカレン家は生計を立てている。
ロザリー・ヘイル Rosalie Hale
エドワードの義姉。エズミの姪ということになっている。ヘイルはロザリーのもともとの姓。美しい金髪で、背が高くスタイルも抜群。ベラが「美の女神」と言うほどの完璧な美人。プライドが高く強情で、意志が固い性格。1915年生まれ。裕福な銀行役員の家庭に生まれ、人間だった時から抜群の美貌を誇っていた。18歳の時、大金持ちの息子でハンサムなロイス・キングと婚約するが、結婚式1週間前に泥酔したキングとその友人達に襲われ殺されかけ、道端に放置されていたところをカーライルに救われ吸血鬼となった。転生後、自分を襲ったロイス達を復讐のために（「連中の一部もだってこの身体に入れたくなかった」ため血を流さずに）盗んだウェディングドレスを着て始末した。吸血鬼になったことは不本意（結婚し子供を産んで幸せに生きるのが夢であった）で、一度も美しい自分に見向きもしなかったエドワードがベラを選んだこともあり人間であるベラが羨ましく、当初はエドワードに近づくベラを快く思っていなかった。人間だった頃の大親友ヴェラの幼い息子にエメットを重ね合わせ、彼と結ばれる。カレン家ではエドワードに次ぐ音楽の才能の持ち主。愛車は赤いBMW。
ジャスパー・ヘイル Jasper Hale
エドワードの義兄。ロザリーの双子の兄弟ということになっている。はちみつ色のブロンドで、背が高く筋肉質な体型。1843年生まれ。テキサス州ヒューストン出身。旧姓はウィットロック。元南軍軍人で、20歳のときマリアという吸血鬼によって転生させられ、新生者の訓練を任されていた。ほかの家族に比べて血への渇望を抑える訓練をあまり積んでいない。控え目な性格で、他の兄弟と異なり自己主張しない。人の気持ちを操る能力を持っており、緊張した空気を安心させたり、興奮した群集を落ち着かせることができる。
エメット・カレン Emmett Cullen
エドワードの義兄。高校生とは思えないほど強靭な肉体で、髪は黒い巻き毛。ベラによると「重量挙げ選手みたいにむきむきしている」。カレン家一番のパワーの持ち主で、好戦的かつ豪快な性格。1915年生まれ。20歳のとき熊に襲われてしまい瀕死のところをロザリーに救われ、吸血鬼にされる。愛車はジープ。
エズミ・カレン Esme Cullen
エドワードの義母。柔らかいキャラメル色の巻き髪で、ハート型の輪郭をした美人。小柄で細身だが、ほかの家族に比べると丸みがある体型。ベラよると「無声映画の娘役」。1892年生まれ。生まれて間もない最初の息子を亡くし、崖から飛び降りて自殺を図ったところをカーライルに救われ転生し、26歳で吸血鬼となった。母性に溢れ愛情深く、カレン家の子どもたちを本当の家族のように大切に思っている。

### 吸血鬼の集団

#### ヴォルトゥーリ一族
アロ Aro
ヴォルトゥーリ一族の長。3千年以上生きており、「導師」と呼ばれている。肌は透けるように白く、タマネギの皮のようにもろそうで紙のように薄い。黒い長髪をもつ。瞳は他の吸血鬼のように赤いが、白濁して濁っている。顔は、完璧であるが他の吸血鬼とはまったく異なった異質さを持っている。エドワードとアリスの才能を欲しており、またベラが吸血鬼になったときの可能性に期待している。相手に触れることでそれまでに浮かんだありとあらゆる考えをエドワードよりも鮮明に聞き取ることができるが、エドワードの能力同様ベラに対しては無効。
マーカス Marcus
流れるような黒髪の老ヴァンパイア。人と人との関係を見ることができる。感情の起伏がほとんどない。
カイウス Caius
雪のように豊かな銀髪を肩まで伸ばしている。冷酷な人物。他2人の長老に比べると激しやすく、その分浅はかである。
ジェーン Jane
華奢な体型をした、中性的な容姿の美少女。淡いブラウンのショートヘア。愛らしい容姿とは裏腹に、冷徹で容赦のない性格。視線を向けた相手に苦痛を与える能力を持っていて、主に拷問を行う役割。ベラにその能力が効くか試そうとした際には全く効かなかった。ヴォルトゥーリ最強の護衛官。
アレック Alec
ジェーンに劣らず可愛らしい容姿をした少年。性格は小生意気で、よく軽口を叩く。相手の感覚を遮断し”無”にする能力を持っていて、その場にいる全員を活動不能にすることが可能。ジェーンの双子で、同じくヴォルトゥーリ最強の護衛官。能力の対象が複数なため、ジェーンよりも危険とされる。
フェリクス Felix
護衛官の一人。筋肉質な巨漢。荒い気性と、高い戦闘能力の持ち主。
デメトリ Demetri
護衛官の一人。ウェーブのかかった髪を肩まで伸ばしている。世界最高の追跡者。
ハイディ Heidi
ロザリーに勝るとも劣らない、まれにみる美貌の持ち主。ヴォルトゥーリ一族のために、餌とする人間を連れてくる役割を担っている。
ジャンナ Giana
ヴォルトゥーリ一族の住処で受付をしている人間の女性。背が高く、浅黒い肌にグリーンの瞳。ヴォルトゥーリ一族が人間の血を糧としていることを知りながら、傍に置いて欲しいと願っている。
チェルシ－ Chelsea
相手や自分たちの絆を操ることができる。
レナータ Renata
護衛官の一人。主にアロの護衛。外部からの攻撃をシャットダウンする。

#### ターニャの一族
ターニャ Tanya
ストロベリーブロンドの髪。エドワードに好意を寄せるが、はっきりと断られた。
イリーナ Irina
ローランと深い仲。ゆえにローランを殺した人狼達を憎んでいる。
ケイト Kate
電流による攻撃ができる。ブロンドのストレートヘアが特徴。
エリエザル Eleazar
黒髪で肌が浅黒い。他人の才能を直感的に見抜くことができる。その能力をアロに必要とされ、過去にはヴォルトゥーリと行動を共にしていた。
カルメン Carmen
エリエザルのパートナー。

#### ジェームズの一行（放浪ヴァンパイアの集団）
ジェームズ James
細身で明るいブラウンの髪。ゲームのような戦いが好きで、追跡者（トラッカー）と呼ばれる。ベラを執拗に狙うが、カレン家とエドワードに殺害された。
ヴィクトリア Victoria
燃えるような赤毛の猫のような体型の女。ジェームズのパートナー。ジェームズを殺したエドワードとベラを憎んでおり、パートナーを殺された苦痛をエドワードにも与える為にベラを執拗に狙っている。足が速く、人狼達やカレン一家の追跡から何度も逃れている。シアトルで多くの新生ヴァンパイアを生み出し、新生者の部隊を創造する。ライリーを誘惑し、部隊の指揮を任せる。最期はエドワードとの戦いの末に敗死した。
ローラン Laurent
長身でつややかな黒髪の男。フランス風のアクセントがある。マイペースで計算高い。ジェームズに従うのが得策と心得ているため一緒にいるだけで、ジェームズ死亡後はカーライルのすすめでターニャの一族に身をよせる。その後成り行きでベラを襲うが、人狼達に殺害される。

#### シアトルの新生ヴァンパイアの部隊 (The army of newborns)
ライリー Riley
フォークス出身。ブロンド。サッカーの試合をしていたところヴィクトリアに見初められ、彼女によって生み出された最初の新生者で、新生者達の部隊のリーダー。部隊を率いてカレン一族とベラを襲う。ヴィクトリアを愛しているが、彼女にはライリーへの愛情は無く、復讐のために利用されていた。最期はセスとの戦いで死亡した。
ブリー・タナー Bree Tanner
ライリーによってヴァンパイアに転生させられる。ディエゴと友人になり二人で行動するようになる。ディエゴと共にライリーを尾行し、ヴィクトリアやヴォルトゥーリのことを知る。ディエゴが戦場にいるとのライリーの嘘を信じ、戦場に赴き、カーライルに捕まり、カレン一族に投降する。カーライル達は彼女を助けたかったが、ジェーンの指示でフェリクスに殺される。最期は心を読めるエドワードに部隊の実態やヴィクトリアのことなど、転生してからのすべての情報を託し絶命した。
ディエゴ Diego
変身してから11カ月目の、新生ヴァンパイア集団の中では古株のヴァンパイア。思慮深く優しい穏やかな性格で、音楽を聴くのが好き。ブリーと共にライリーとヴィクトリアの秘密を知り、二人によって殺される。
フレッド Fred
新生者の一人。長身で金髪、驚くほどハンサム。無口だがブリーにはやさしい。意図的に人を遠ざける能力がある。カレン一族との戦いの前に姿を消す。
ラウル Raoul
男子不良グループのトップで、人を惹きつけ従わせる能力がある。しかし、その能力の効果があるのは、考える力のない、“アタマに問題のある奴ら”に対してだけである。
ケビン Kevin
ラウルの子分で、ラウルのグループの№2の少年。ライリーに腕をちぎられる。
クリスティ Kristie
女子不良グループのトップ。砂色の髪をしている。カレン一族との戦いで人狼たちにたおされる。
ジェン Jen
クリスティのグループの№2の少女。
サラ Sara
ライリーに左耳と髪の毛をむしりとられる。
シェリー Shelly
カレン一族との戦いのはるか昔に失踪する。
スティーブ Steve
カレン一族との戦いのはるか昔に失踪する。
ケイシー Casey
ブリーの中で「スパイダー少年」「名無しのブロンド」と呼ばれた。ラウルとは人間の頃一緒に働いていて、ラウルからライリーへの提案により部隊の新入りとしてヴィクトリアに転生させられた。

#### その他の吸血鬼
シボーン Siobhan
アイルランド一族の頭領を務める。大柄な美女。物事を思うように進める繊細にして強力な才能を持つ。
リアム Liam
アイルランドの一族。シボーンのパートナー。いかめしい風貌。
マギー Maggie
アイルランドの一族。赤い巻髪が特徴。嘘を見抜く才能がある。
アムン Amun
エジプトの一族の頭領を務める。冷徹な性格。ベンヤミンを「武器」として育てたいと思っている。
ケビ Kebi
アムンのパートナー。アムンに絶対的に服従している。
ベンヤミン Benjamin
エジプトの一族。若手。陽気だが軽率。稀有なカリスマ性を持つ。宇宙の4つのエレメント（土、風、水、火）を物理的に動かすことができる。
ティア Tia
ベンヤミンのパートナー。ベンヤミンとは対照的に思慮深く寡黙。
ギャレット Garrett
放浪者。長身で細身の吸血鬼。砂色の長髪とルビー色の瞳が特徴。冒険家気質。ケイトに好意を寄せる。
ザフリナ Zafrina
アマゾンの一族。かなりの長身。ハスキーな声で喋る。激しい気性と冷静さを併せ持つ。幻影をみせることができる。
セナ Senna
アマゾンの一族。
カチリ Kachiri
アマゾンの一族。
アリステア Alistair
イギリスの吸血鬼。カーライルの友人。ダークヘア。陰気な悲観主義者でありカーライル以外の友人はいない。全ての権威に不信を抱いている。追跡者で追っているものから微妙な引力を感知する。
ナウエル Nahuel
レネズミと同じ半吸血鬼半人間。黒髪でダークブラウンの肌、黄褐色の瞳。年齢は150歳。父親を嫌悪している。
ステファン Stefan
ルーマニア派創設時の十二神将の一人。一族をヴォルトゥーリに全滅させられ、強い復讐心を持っている。
ウラジーミル Vladimir
ルーマニア派創設時の十二神将の一人。オオカミ族を簡単にあしらうほどの戦闘能力がある。

### ベラの家族
チャーリー・スワン Charlie Swan
ベラの父。フォークスの警察署長。若くしてレネと駆け落ちして結婚し、ベラが誕生して一年も経たないうちに離婚。17歳になったベラと永住に近いかたちで暮らすことができて嬉しさを隠せない。口下手で、あまり感情を表に出すことはないが娘ベラを大切に思っている。愛車はパトカー。
レネ Renée
ベラの母。高校卒業後にチャーリーと結婚。しかし雨ばかり降るフォークスの天気が嫌になり、ベラを連れて出て行った。離婚後は、保母として働いていた。ベラやチャーリーとは対照的に明るく社交的で、少しお節介。ベラがフォークスに引っ越した当初は心配のあまり、数時間置きにメールを送っていた。フィルと再婚。
フィル Phil
レネの再婚相手。年は若く、マイナーリーグで野球選手をしている。各地を転々とする彼のそばにレネがいつもいられるように、ベラは父と暮らす決意をした。
レネズミ Renesmee Cullen
ベラとエドワードの娘で、ジェイコブの刻印相手。半吸血鬼半人間。9月11日生まれ。ベラが妊娠してから1か月で生まれた。アリスが未来を読めない者のうちの一人。髪はエドワードと同じ赤銅色でカールしていて、肩より長い。瞳はベラと同じチョコレートブラウン。毒は持っておらず、肌は吸血鬼と同じくらい硬質で体温は人間より少しあたたかい。驚くべきスピードで成長し、エドワードとは正反対に自分の見たことや感じたこと、想像したことを相手に手で触れることでイメージとして伝える能力がある。人間の食べ物と血液のどちらでも生きていけるが、血を好む。ある狩りの時にレネズミを見たデナリのイリーナが「不滅の子」と勘違いし、密告されヴォルトォーリの粛清の対象となってしまう。ちなみにジェイコブがレネズミに刻印されたことや「ネッシー」というニックネームで呼んでいたことがベラの怒りを買い、襲いかかるのをかばったセス・クリアウォーターが肩と肋骨を折ってしまったことがあり、それ以来皆はベラの前でそう呼ばないよう気を遣うようになった。（最終的にはベラはニックネームに妥協した）

### キラユーテ族（人狼）
サム・ウーレイ Sam Uley
20歳。人狼のリーダー。大学に行くはずだったが人狼となったため居留地に残った。
リアの元恋人。今は刻印の相手である、エミリーと婚約中。
クイル・アテアラ Quil Ateara
ジェイコブの友人で、はとこでもある。坊主頭のがっちりした体格の少年。茶目っ気たっぷりの明るい性格。
エミリーの姪である、クレア（2歳）が刻印の相手。
エンブリー・コール Embry Call
ジェイコブの友人。人懐っこい性格。
リア・クリアウォーター Leah Clearwater
19歳。サムの元恋人。エキゾチックな顔立ちの美少女。辛辣な性格をしており、ベラを良く思っていない。狼になれるのは男子だけと思われていたが、彼女の存在がそれを否定した。
セス・クリアウォーター Seth Clearwater
14歳。リアの弟。天真爛漫で素直。エドワード主とするカレン家と親しい。
スー・クリアウォーター
セスとリアの母親。ほっそりした気の強そうな顔立ちをしており、飾り気のないショートカット。リアは完全な母親似。
ポール
ジェイコブの友人。激しやすい。刻印の相手はジェイコブの姉・レイチェル。
ジャレッド
ジェイコブの友人。無愛想な毒舌家。刻印の相手は高校の同級生であるキム。
コリン
群れの新入り。
ブレイディ
群れの新入り。
※ジェイコブ曰く、「狼の遺伝子にスイッチが入ると何年分の成長が数カ月で完了するんだ。ちょうど、植物みたいににょきにょき育つ感じだよ」

### フォークス高校
ジェシカ・スタンリー Jessica Stanley
ベラの友人。黒髪で、天然パーマ。小柄。押しが強い性格でおしゃべりなため、ベラは内心彼女をあまり好きではない。マイクに好意を持っているが、マイクはベラに夢中なためベラに嫉妬していた。エドワードによると頭の中は退屈らしい。
アンジェラ・ウェーバー Angela Weber
ベラの友人。明るいブラウンの髪。ジェシカとは対照的におとなしい性格だが、洞察力が鋭く思いやりがある。最後まで同級生とあまり打ち解けられなかったベラだが、彼女のことだけは信頼していた。物語中に同じグループ内のベンと付き合いだす。エドワードとベラの結婚式ではベラの投げたブーケをキャッチする。
マイク・ニュートン Mike Newton
ベラの同級生。明るいブロンドの髪で、twilightではつんつん立たせていたがnew moonではエドワードを意識して毛先を軽く遊ばせる感じの髪型にしている。ベラが好きで、一時期、マイク、エリック、タイラーでベラを追い回していた。ハンサムで性格も良いので、女の子から人気がある。一番ベラに執着しているため、彼女からは少々疎ましがられている。爽やかで親切。エドワードが生まれて初めて嫉妬した相手。よくベラの相手に本来ふさわしい対象（人間）として、エドワードやチャーリーやベラ自身が彼の話題を口にする。両親は登山用品店を営み、カレン家は良く利用する。一時期発生した森での連続殺人事件（ベラは人狼の仕業だと疑ったが、実はヴィクトリアが犯人だった）の話題が客により上ったりした。
エリック・ヨーキー Eric Yorkie
ベラの同級生。チェス部にいそうな、垢抜けないニキビ面の少年。ベラに好意を持つ。素朴な正直者。
タイラー・クローリー Tyler Crowley
雪の日に車をスリップさせ、ベラを轢き殺しそうになった「お詫び」としてベラを追い回す。悪意はないが、KYな言動が目立つ。この彼が起こした事件が、エドワードの非人間的な性質を暴く一因となった。
ローレン・マロリー Lauren Mallory
ベラの同級生。ジェシカ、アンジェラと仲がいいが、転校してきたベラにタイラーが夢中なのが気に入らない。あからさまに意地悪な性格で、ベラを邪険にする。

### その他
ビリー・ブラック Billy Black
ジェイコブの父で、チャーリーの親友。部族の長老の一人。エフライム・ブラックの孫で、長老たちは彼の意見を最重要視する。
ハリー・クリアウォーター Harry Clearwater
チャーリーの友人。リアとセスの父。ありえないと思われていた娘のリアまでもが目の前でオオカミになったのを見て驚き、心臓発作で亡くなった。チャーリーは彼の作る唐揚げ粉が大好物。

## 用語

### トワイライトにおける吸血鬼の特性
人狼の仇敵。冷人族や血を飲む者、冷人とも呼ばれる。空腹時の目は暗赤色で、渇きが満たされた時は鮮やかな赤色をしている。これは人間の血を飲んだときの変化である。また肌は一様に白く、目の下にはクマがある。とてつもないスピードとパワー、大理石のように固い皮膚、食虫植物のように人間を引きつける外見や体から出る芳香、毒のある鋭い牙がある。毒は人間や動物に対しては激痛で体を麻痺させ動けなくするように働き、人狼にとっては命を取るものとなる。人間へ毒を注入し血を吸って毒を抜かず放置すれば、その人間はヴァンパイアになる可能性が高い（条件としてその苦痛に肉体的に耐えられる体を持った人間と、血を完全に吸わずに耐えうる尋常でない忍耐力を持ったヴァンパイアの間でのみ成功する）。不老不死の存在である。人間だったときの特性が強化され、それが能力となると考えられている。吸血鬼の存在はヴォルトゥーリ一族によってはるか昔から守られてきた。カレン一族とデナリの家族は人間の血を飲まない「菜食主義者」なので、渇飢時は黒い瞳、飢えが満たされた時は明るいゴールドの瞳をしている。聖水や十字架、ニンニクなどを弱点とする古典的吸血鬼は存在しない。日光に当たると、体はダイヤモンドのように光輝く。これは吸血鬼の細胞が水晶体だからである。
毒 (venom)
吸血鬼の肌が青白いのは転生時に毒が皮膚の色素を吸い取ってしまうから。また転生すると人間の時にあったタトゥー（刺青）や傷痕、あざなどはすべて消される。吸血鬼の体中に毒のようなものが潤滑液としてめぐらされていて、吸血鬼の堅い細胞どうしがこすれあっても自由に動くようにしている。（たとえば眼窩や口腔）引火性があるので吸血鬼に火をつけるとあっという間に炎が上がる。毒は人間以外の人狼を含む動物に対しては致死性があるため、人間以外は吸血鬼になることができない。
牙
見た目は人間の犬歯と同じで、大きかったり長かったりすることはない。しかし、淵が非常に鋭利で吸血鬼の皮膚でさえ噛みちぎることができる。
転生直後のヴァンパイアの特徴
転生後しばらくは、自身の人間の時の血により、明るい赤い瞳をしている。
強靭な肉体。パワーに満ちている。
感情をコントロールが効かず、凶暴。
渇望に支配され、満たしても長くもたず数日で飢えを我慢できなくなる。
稀に特殊な能力を持つ者が存在するが、50人に一人の確率。

### 不滅の子
幼い子供の吸血鬼の事を指す。心身共に未熟な上吸血鬼なので成長もしないので、血の渇望の自制や人前での能力の秘匿といったことを実行、または理解出来ない。
過去に本能のままに大勢の人間を殺したため、吸血鬼の存在を明るみにしたとしてヴォルトゥーリ一族に処刑された。
それ以来、不滅の子を生み出すことは吸血鬼の存在の秘匿を脅かす脅威として禁忌とされた。

### 刻印
人狼にとっての「運命の人」に出会い惹きつけられることで、「運命の相手」に会うことを「刻印される」という。
また、刻印によって「運命の人」が決まるともいう。
刻印のある相手は一目惚れや好意どころではなく強烈なもので、サム・ウーレイは刻印の相手であるエミリーに会うと、たちまち自分を抑えられなくなり、当時愛していたリア・クリアウォーターを捨ててエミリーを選んだ。刻印に相手の年齢は関係ない。また、人狼全員には起こらない。
刻印は狼の血を残すためにより確実に子孫を作れそうな人を選ぶために起こるという。また刻印の相手は人狼だけとは限らず、刻印に選ばれた者を殺す事は掟によって禁じられている。

## 映画
- 第1作：トワイライト〜初恋〜 Twilight（2008年）
- 第2作：ニュームーン/トワイライト・サーガ New moon（2009年）
- 第3作：エクリプス/トワイライト・サーガ Eclipse（2010年）
- 第4作：トワイライト・サーガ/ブレイキング・ドーン Part1 Breaking Dawn - Part 1（2011年）
- 第5作：トワイライト・サーガ/ブレイキング・ドーン Part2 The Twilight Saga: Breaking Dawn - Part 2（2012年）